# Arawakia inopinata
Arawakia inopinata är en skalbaggsart som beskrevs av Jean François Villiers 1981. Arawakia inopinata ingår i släktet Arawakia och familjen långhorningar.
Artens utbredningsområde är Guadeloupe. Inga underarter finns listade.